# Türkenköpfl
Das Türkenköpfl ist ein 1512 m ü. NHN hoher schwach ausgeprägter Gipfel im Grat, der sich vom Wendelstein über Kirchwand und Schweinsberg bis zum Breitenstein zieht. Ein Gipfelkreuz befindet sich wenig westlich unterhalb des höchsten Punktes. Auf älteren Karten ist der Punkt auch als Elbacher Kreuz verzeichnet.

## Topographie
Der Wendelstein sendet über Türkenköpfl und Kirchwand einen Grat nach Westen in Richtung Schweinsberg. Das Türkenköpfl bildet darauf das Ende eines nach Süden ausgeprägten Felsbandes. Nordwestlich unterhalb befindet sich die Elbachalm. Der einfachste Zustieg erfolgt von Südwesten über Fischbachau als einfache Bergwanderung, im oberen Teil kurz weglos und nicht markiert oder beschildert.